# 유성 연구개 마찰음
유성 연구개 마찰음(有聲軟口蓋摩擦音)은 자음의 하나로 연구개에서 조음되는 유성 마찰음이다.

## 발음의 예
- 현대 그리스어: γ에서 이 소리가 난다.
- 아이티어, 좡어, 알렉시스 스토니어: r에서 이 소리가 난다.
- 아이슬란드어: 모음과 /a, u, ð, l, r/ 사이 또는 음절 말에 오는 g에서 이 소리가 난다.
- 나바호어: gh에서 이 소리가 난다.
- 벨라루스어: г에서 이 소리가 난다.
- 아일랜드어: 첫소리의 넓은 자음 gh에서 이 소리가 난다.
- 스코틀랜드 게일어: 음절 말 또는 모음과 모음 사이가 아닐 때 넓은 자음 gh에서 이 소리가 난다.
- 아랍어, 신드어 : غ에서 이 소리가 난다.
- 표준 슬로베니아어: 유성 장애음 앞의 x에서 변이음으로 난다.
- 세르보크로아트어: 유성 자음 앞에 오는 h에서 변이음으로 난다.
- 베트남어: 모든 g와 /i, e, ê/ 앞에 오는 gh에서 이 소리가 난다.
- 눠쑤어: 라틴 문자 표기의 w에서 이 소리가 난다.
- 키쿠유어: g에서 이 소리가 난다.

## 한글 표기
해당 발음이 존재하는 베트남어에서 g와 gh 모두 'ㄱ'으로 적는다.

## 같이 보기
- 무성 연구개 마찰음
- 후음